# Fumaria flabellata
Fumeterre flabellée, Fumeterre en éventail
Espèce
Fumaria flabellata, la Fumeterre flabellée ou Fumeterre en éventail, est une espèce de plantes à fleurs de la famille des Papaveraceae.
L'aire de répartition indigène de cette espèce est la région méditerranéenne. C'est une plante annuelle qui pousse principalement dans le biome subtropical.

## Systématique
Le nom correct complet (avec auteur) de ce taxon est Fumaria flabellata Gasp..
Ce taxon porte en français les noms vernaculaires ou normalisés suivants : Fumeterre flabellée, Fumeterre en éventail,.
Fumaria flabellata a pour synonymes :
- Fumaria alexandrina Gasp.
- Fumaria ambigua Lojac.
- Fumaria capreolata subsp. flabellata (Gasp.) Arcang.
- Fumaria capreolata var. flabellata (Gasp.) Coss.
- Fumaria flabellata var. ambigua (Lojac.) Nicotra
- Fumaria gasparinii Bubani
- Fumaria gracilescens Nicotra